# Затишье (Буйничский сельсовет)
Затишье (бел. Зацішша) — деревня в составе Буйничского сельсовета Могилёвского района Могилёвской области Республики Беларусь. Расположена в 3 километрах на запад от города Могилёва.

## История
Затишье основано в начале XX века выходцами с соседних деревень. В 1924 году посёлок Затишье состоял из 9 дворов и 43 жителей. В 1930 году здесь организован колхоз имени И. В. Сталина, который в 1933 году объединял 12 хозяйств. Во время Великой Отечественной войны с июля 1941 года по 28 июня 1944 года Затишье оккупировано немецкими войсками. В 1990 году состояла из 11 дворов и 26 жителей, относилась к колхозу «Маяк коммунизма» (центр в деревне Тишовка), здесь была ферма крупного рогатого скота.

## Известные жители
В Затишье родился Сергей Петрович Алейников (1909—1983) — участник советско-финской и Великой Отечественной войн, Герой Советского Союза (19.08.1944), лётчик.